# Королиця звичайна
Короли́ця звича́йна (Leucanthemum vulgare Lam., Leucanthemum ircutianum DC.; Chrysanthemum leucanthemum) — рослина родини айстрових.

## Походження назви
Українська назва, можливо, зумовлена короноподібною формою квітки.
Латинська назва роду Leucanthemum походить від дав.-гр. λευκός («білий») і ἄνθος («квітка»), тобто «біла квітка». Видова назва vulgare означає «звичайна».
Народні назви — неві́стка, невістки́, невістулька, невістульки. Пов'язані з білим кольором пелюсток квіток, схожих на вбрання нареченої («невісти»).
Часто цю рослину неправильно називають ромашкою, від якої вона відрізняється цілісними листками (у ромашки листки перистоскладні).

## Ботанічні характеристики
Багаторічна рослина висотою 30—60 см, здебільшого з одним кошиком. Листки прості, довгасті, по краю зарубчасто-зубчасті. Кошики великі — 3—6 см у діаметрі. Язичкові квітки білі, трубчасті — жовті. Сім'янки без чубка.

## Життєвий цикл
Цвіте з травня до кінця літа. Білі язичкові квітки — маточкові, добре помітні комахам; трубчасті — двостатеві, в них пиляки дозрівають раніше від маточок. Пиляки зростаються своїми краями і утворюють трубочку, через яку проходить стовпчик маточки, виносячи приймочку над тичинками. Ростовий стовпчик, досягнувши пиляків, виштовхує з них дозрілий пилок, який переноситься комахами на квітки з дозрілими приймочками. На ніч і в дощову погоду кошики закриваються, захищаючи пилок від намокання.
Королиця має сплячі бруньки, які розвиваються при пошкодженні рослини. Якщо ранньою весною зрізати стебло королиці під корінь, то з пазух прикореневих листків розвинеться кілька нових пагонів — цього ніколи не буває за нормальних умов розвитку. 

## Поширення та середовище існування
Росте на луках, схилах, галявинах, уздовж доріг по всій Україні.

## Практичне використання
Декоративна рослина, яка широко культивується.

### У харчуванні
Навесні молоді розеткові листки та стебла вживають для салатів. Смак салатів пряний, гострий, збуджувальний. Молоді пуп'янки, які ще не розпустилися, використовують як каперці.

## Галерея

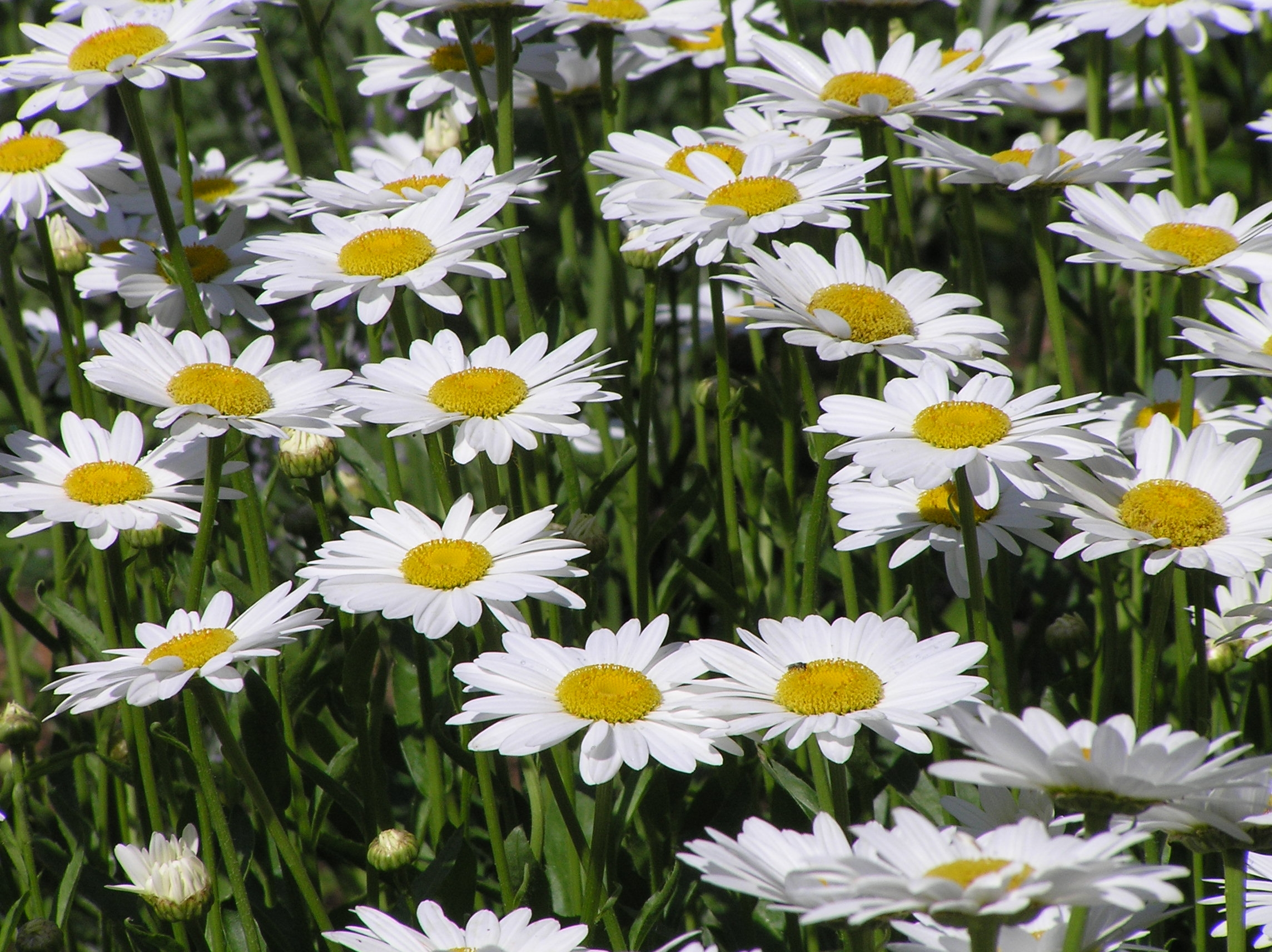
Квіти
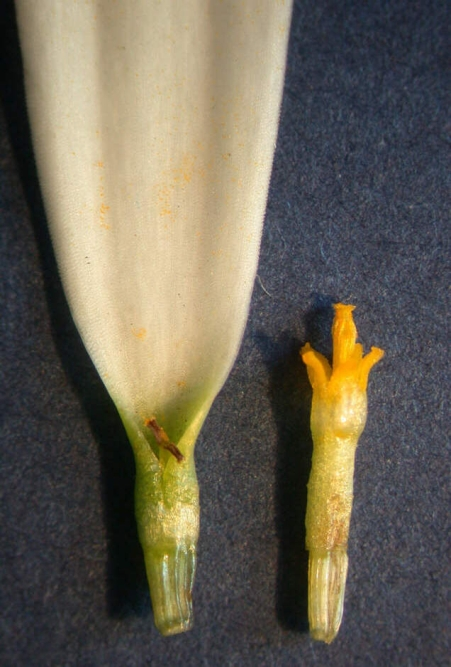
Крайова (язичкова) та серединна (трубчаста) квітки
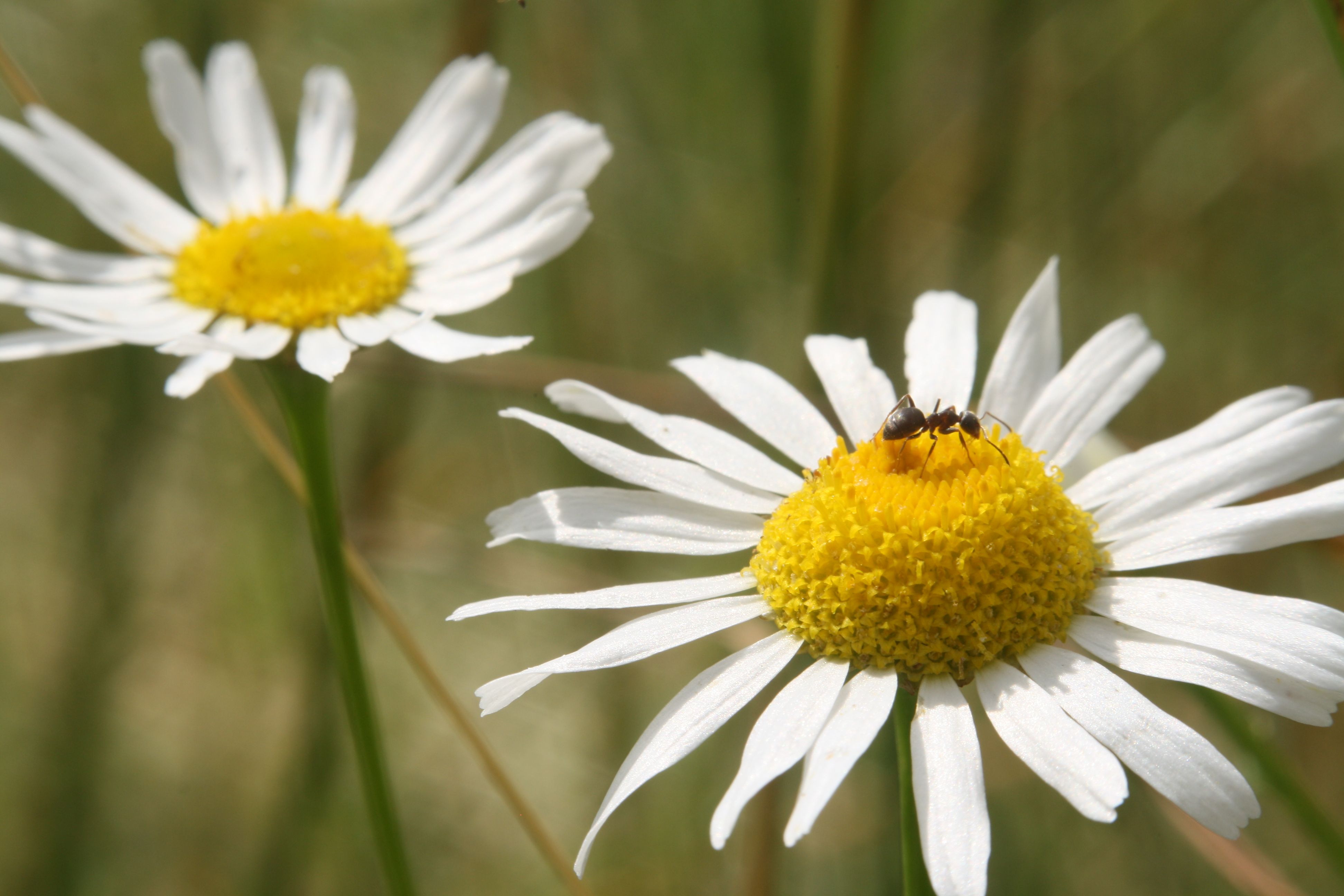
Квітка з комахою